# Lindalva Justo de Oliveira
Lindalva Justo de Oliveira, född 20 oktober 1953 i Açu, Rio Grande do Norte, död 9 april 1993 i Salvador, Bahia, var en brasiliansk romersk-katolsk ordenssyster, jungfru och martyr. Hon mördades av en man som försökte att våldta henne och dog in defensum castitatis, det vill säga i försvar för sin jungfrudom. Lindalva Justo de Oliveira vördas som salig i Romersk-katolska kyrkan.